# Baunsberg
Der Baunsberg ist ein 413,4 m ü. NHN hoher Berg des Hohen Habichtswaldes zwischen Baunatal und Kassel im hessischen Landkreis Kassel und gilt als Hausberg von Baunatal.

## Geographie

### Lage
Der Baunsberg erhebt sich im Naturpark Habichtswald als Südostteil des Hohen Habichtswaldes südwestlich von Kassel und nördlich oberhalb der vom Fulda-Zufluss Bauna durchflossenen Stadt Baunatal; die Grenze beider Städte verläuft direkt nördlich des Bergs entlang der Bundesautobahn 44. Der Berg gehört überwiegend zum Stadtgebiet von Baunatal, das sich mit den Stadtteilen Altenritte (Westen) und Altenbauna (Süden und Osten) um ihn herum erstreckt; nur die Nordostflanke zählt zum Stadtgebiet von Kassel mit dortigem Stadtteil Brasselsberg. Westnordwestlich des Bergs befindet sich mit Elgershausen der östlichste Gemeindeteil von Schauenburg. Nachbarberge sind der Brasselsberg (434,2 m) im Norden und der Hirzstein (502 m) im Nordwesten.

### Naturräumliche Zuordnung
Der Baunsberg gehört in der naturräumlichen Haupteinheitengruppe Westhessisches Bergland (Nr. 34), in der Haupteinheit Habichtswälder Bergland (342) und in der Untereinheit Habichtswald (mit Langenberg) (342.0) zum Naturraum Hoher Habichtswald (342.00). Nach Westen fällt die Landschaft in den Naturraum Hoofer Pforte (342.01) und nach Nordosten über Osten bis Süden in der Haupteinheit Westhessische Senke (343) in die Untereinheit Kasseler Becken (343.3) ab.

### Berghöhe, Bergkuppen und Höhenlage
Der Baunsberg besteht aus nördlicher (397 m), mittlerer (413,4 m) und südlicher Bergkuppe (ca. 375 m); etwas nördlich der Nordkuppe liegt eine 367,5 m hohe Stelle und etwas südlich der Südkuppe, auf der ein weithin sichtbarer Sendeturm steht, eine solche auf 367 m Höhe. Die niedrigste Stelle des Bergs befindet sich im Süden auf rund 215 m am Sportplatz an der „Altenbaunaer Straße“.

## Schutzgebiete
Auf dem Baunsberg liegen im Rahmen seiner nördlichen und mittleren Kuppe das Naturschutzgebiet Baunsberg (CDDA-Nr. 81376; 1982 gegründet und 25,52 ha groß) und das Fauna-Flora-Habitat-Gebiet Baunsberg (FFH-Nr. 4722-303; 28,93 ha). Auf dem unteren Teil seiner Nordostflanke befinden sich unterhalb der dort verlaufenden Bundesautobahn 44 Teile des Landschaftsschutzgebiets Stadt Kassel (CDDA-Nr. 378517; 1995; 19,8386 km²).

## Geologie und Geschichte
Der Baunsberg, der überwiegend aus Basalt besteht, ist vulkanischen Ursprungs.

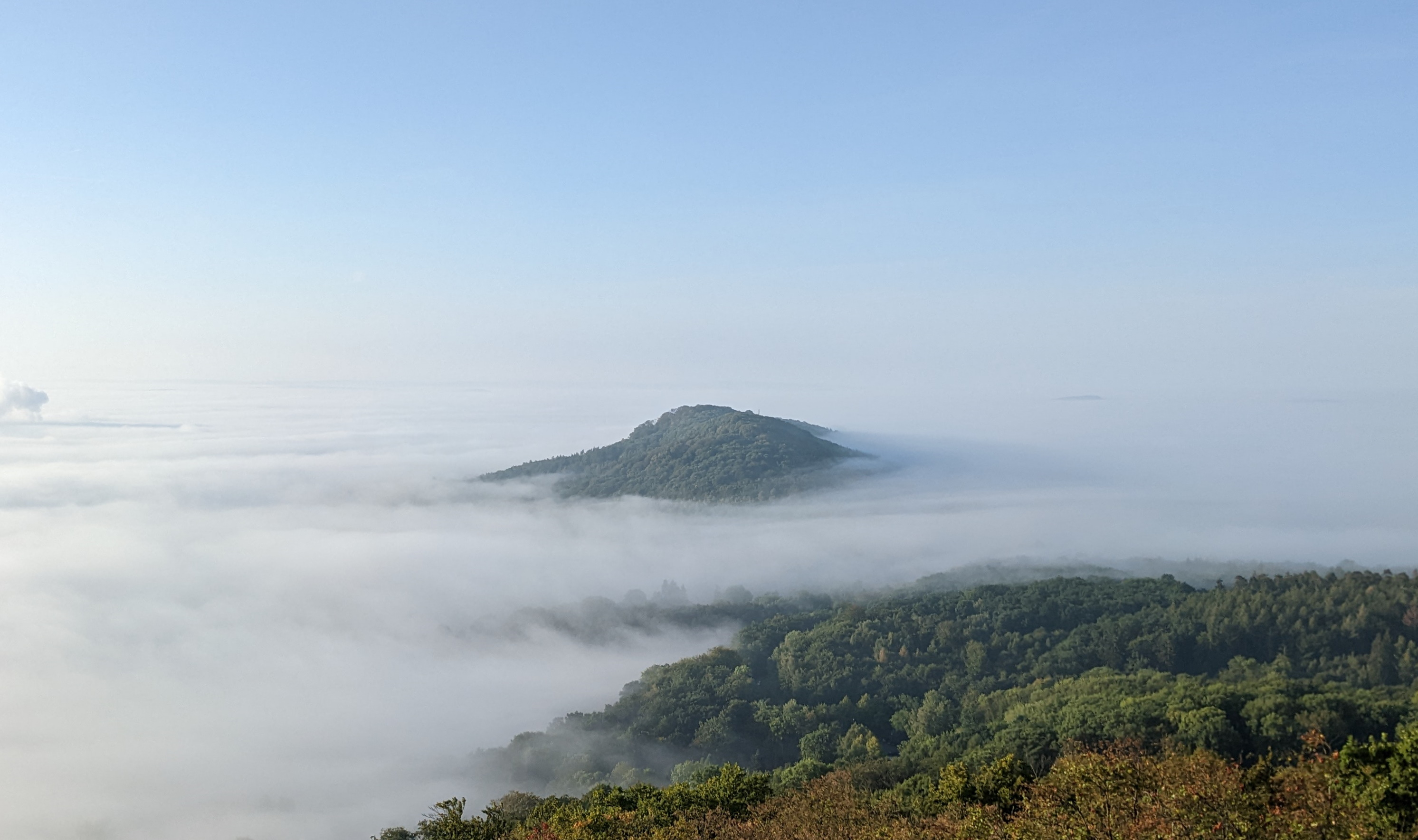
Der Baunsberg erhebt sich aus dem Nebel. Blick vom Bismarckturm

Auf der mittleren Kuppe liegt ein Ringwall mit Burggrabenresten, die vorgeschichtliche Zeugnisse einer abgegangenen Burg darstellen und als Kulturdenkmal ausgewiesen sind; sein innerer Bereich befindet sich auf 409,3 m Höhe und die höchste Wallstelle auf 413,4 m, was der höchsten, obgleich künstlichen, Bergstelle entspricht. 
Auf der mittleren Kuppe wurde vom Kasseler Verschönerungsverein das als steinerne Aussichtsplattform mit Schutzhütte dienende Rondelchen erbaut und am 17. Juli 1897 eingeweiht. Über Jahrzehnte war es – oberhalb des Steinbruchs (siehe folgender Absatz) – beliebtes Ausflugsziel von Spaziergängern und Wanderern. Vandalismus und Verwitterung verwandelte das Rondelchen zur Ruine, die wegen Einsturzgefahr in den 1980er Jahren abgerissen wurde.
Bis in die Zeit vor dem Zweiten Weltkrieg (1939–1945) wurde östlich der mittleren Kuppe Basalt abgebaut; der aufgelassene Steinbruch ist von Bäumen überwuchert. Aufgrund dieses Kriegs wurde im Südteil des Bergs ab Anfang der 1940er Jahre zum Schutz der Baunataler Bevölkerung ein niemals fertiggestellter, aber im Krieg genutzter, unterirdischer Luftschutzbunker gebaut, der von Eingängen an den heutigen Straßen Am Brehmenacker und Am Fuchsberg erreicht werden konnte.
Der Baunsberg, der bis zum 31. Dezember 1963 zu Kassel gehörte, wurde im Rahmen einer Gebietsreform am 1. Januar 1964 zu Grund und Boden der an diesem Tag neu gegründeten Gemeinde Baunatal, die am 1. Juli 1966 zur Stadt wurde.
Heutzutage ist der Baunsberg überwiegend von zum Staatsforst Kassel gehörenden Mischwald bestanden.

## Verkehr und Wandern
Nördlich vorbei am Baunsberg führt die Bundesautobahn 44 mit der Anschlussstelle Kassel-Bad Wilhelmshöhe, die sich etwas nordwestlich vom Berg direkt an der Landesstraße 3215 (ehemalige Bundesstraße 520) befindet. Etwas südwestlich der Brücke, auf der die L 3215 über die A 44 führt, liegt der Wandererparkplatz Baunsberg. Dort vorbei führt ein um den Berg herum laufender Rundwanderweg, der sowohl von Spaziergängern und Wanderern als auch von Joggern genutzt wird. Von diesem Weg zweigen Seitenwege und -pfade ab, über die man auf die Bergkuppen gelangen kann. Einen Trimm-Dich-Pfad gibt es auf dem südöstlichen Bergbereich. Weitere Anfahrts- und Zugangsmöglichkeiten mit Parkplätzen gibt es auf Straßen von Baunataler Wohngebieten.